# Beca deportiva
Una beca deportiva es una beca que se otorga a un deportista para que curse estudios en una institución académica, normalmente un colegio o una universidad, a cambio de que compita para esa institución académica en el deporte elegido. Las becas atléticas son comunes en países como Estados Unidos, pero en muchos otros países son raras o inexistentes.
En Estados Unidos los dos organismos más importantes que regulan el deporte universitario, la NCAA y la NAIA, son los que regulan el número máximo de becas que puede otorgar cada universidad.
En Canadá, la Canadian Interuniversity Sport limita el importe de las becas atléticas a los gastos de matrícula y tasas, pudendo sobrepasarse con otras recompensas monetarias solamente si las calificaciones académicas conllevasen derecho a becas académicas, además de la atlética.